# Никола Занкин
Никола (Николчо) Занкин е виден общественик от Враца, участник в църковните борби преди Освобождението.
12 март 1871 г. участвува в работата на Църковно-народния събор в Цариград като представител на Врачанско. На 23 април 1871 година е заменен от архимандрит Дионисий.
Никола Занкин е бил избран от Врачански окръг за народен представител в Учредителното събрание в Търново през 1879 г., но поради болест е заменен от Николчо Василиев.
Един от първите дарители за позлатяването на иконостаса на местната църква „Свето Възнесение” в 1881 г. Известен е бил и като майстор везбар, извезал за църквата разкошна плащаница.
Известен е бил и като голям земевладелец.

## Памет
В гр. Враца има улица наречена на негово име.